# Kosaki (Biała Piska)
Kosaki (deutsch Kossaken, 1938 bis 1945 Wächtershausen) war ein ostpreußisches kleines Dorf in der heutigen Woiwodschaft Ermland-Masuren in Polen. Seine Ortsstelle liegt im Gebiet der jetzigen Gmina Biała Piska (Stadt- und Landgemeinde Bialla, 1938 bis 1945 Gehlenburg) im Powiat Piski (Kreis Johannisburg).

## Geographische Lage
Die kaum noch wahrnehmbare Ortsstelle von Kosaki liegt im südlichen Osten der Woiwodschaft Ermland-Masuren unmittelbar am Johannisfluss (polnisch Wincenta), der hier einst die Staatsgrenze zwischen dem Deutschen Reich und Polen bildete und heute die beiden Woiwodschaften Ermland-Masuren und Podlachien voneinander trennt. Die Kreisstadt Pisz (deutsch Johannisburg) liegt 21 Kilometer nordwestlich.
Die Wüstung Kosaki ist erreichbar über eine Nebenstraße, die von Kumielsk (Kumilsko, 1938 bis 1945 Morgen) nach Jakuby (Jakubben) führt und als Landweg weiter über das ehemalige Sołdany (Soldahnen) im einstigen Dorf endet.

## Geschichte
Kossaken wurde 1476 durch den Deutschen Ritterorden als Freigut mit sieben Hufen nach magdeburgischem Recht gegründet. Nur ein paar kleine Höfe bildeten das Dorf, das von 1874 bis 1945 in den Amtsbezirk Morgen eingegliedert war.
Im Jahr 1910 waren in Kossaken 35 Einwohner registriert, 1933 waren es 34. Am 3. Juni 1938 wurde das Dorf aus politisch-ideologischen Gründen der Abwehr fremdländisch klingender Ortsnamen in „Wächtershausen“ umbenannt. Die Einwohnerzahl belief sich 1939 auf 31.
In Kriegsfolge kam Kossaken 1945 mit dem gesamten südlichen Ostpreußen zu Polen und erhielt die polnische Namensform „Kosaki“. Hier siedelten sich dauerhaft keine neuen Bewohner an, so dass der Ort bald in Vergessenheit geriet und heute als Wüstung gilt.

## Religionen
Kossaken war bis 1945 in die evangelische Kirche Kumilsko in der Kirchenprovinz Ostpreußen der Kirche der Altpreußischen Union sowie in die römisch-katholische Kirche Johannisburg im Bistum Ermland eingepfarrt.